# Janez Drnovšek

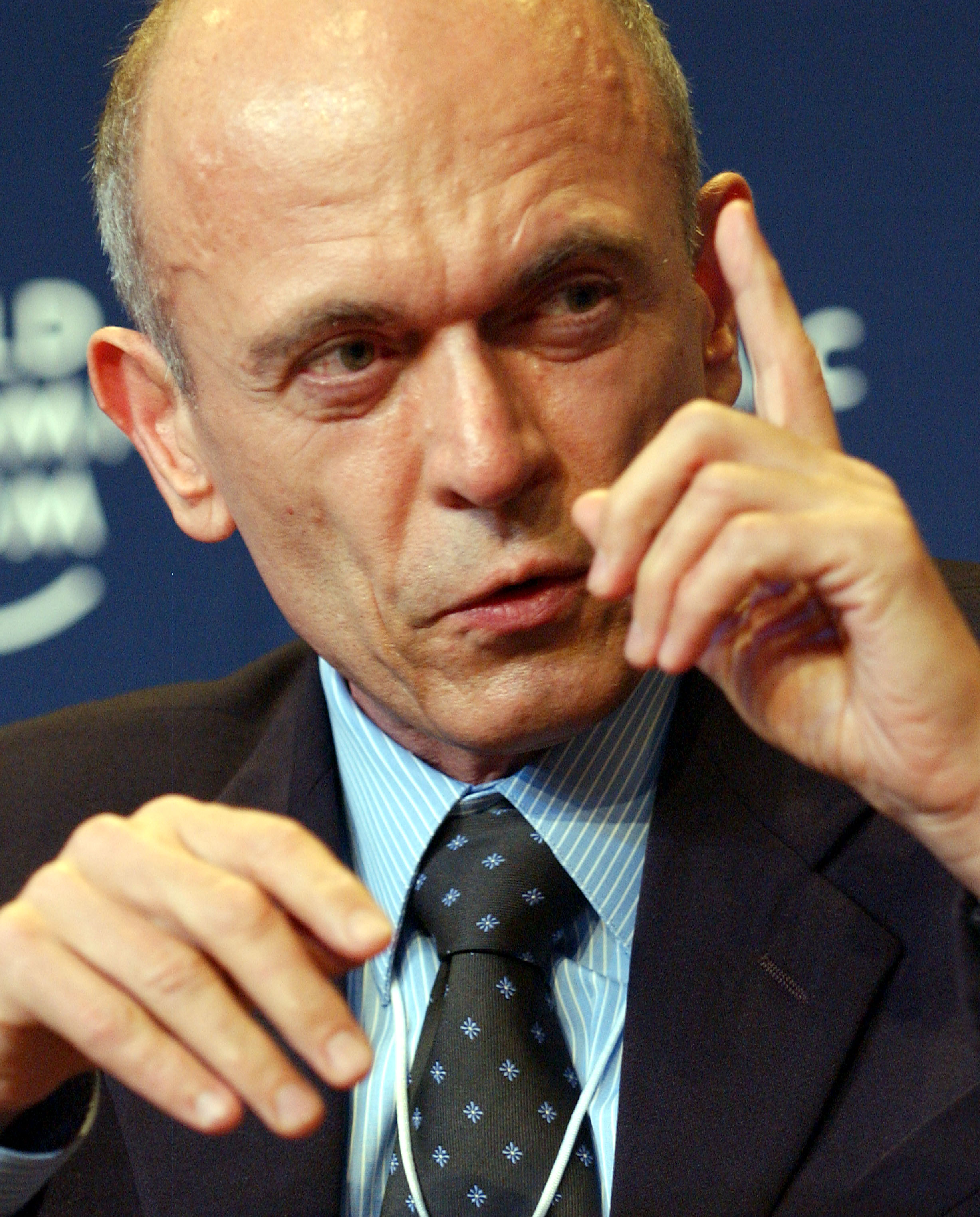
Janez Drnovšek op het World Economic Forum van 2004 in Zwitserland.

Janez Drnovšek (Celje, 17 mei 1950 – Zaplana (Vrhnika), 23 februari 2008) was een Sloveens politicus en staatsman. Hij was van 22 december 2002 tot en met 21 december 2007 president van Slovenië.

## Joegoslaaf
Janez Drnovšek studeerde economie aan de universiteit van Ljubljana en behaalde zijn doctortitel in de economie aan de universiteit van Maribor. In 1994 ontving hij een eredoctoraat van de universiteit in Boston en in 1999 een eredoctoraat van de Illinois Wesleyan University in Illinois.
In 1986 werd hij gekozen als afgevaardigde in het Sloveense parlement en tevens in de Kamer van Republieken en Provincies van de Joegoslavische federatie. Voor de Sloveense zetel in het collectieve presidentschap van Joegoslavië, zoals dat na de dood van Tito ingevoerd was, werden in Slovenië in 1989 verkiezingen georganiseerd. De door de regering gesteunde kandidaat Marko Bulc verloor de strijd van de toen nog onbekende Janez Drnovšek. Van mei 1989 tot mei 1990 fungeerde Drnovšek als voorzitter van het presidium van Joegoslavië en was daarmee de facto president.

## Sleutelfiguur
Tijdens de strijd voor de onafhankelijkheid was Janez Drnovšek een van de sleutelfiguren in de onderhandelingen van de republiek Slovenië met de leiding van het voormalig Joegoslavië en het federale leger. Hij nam onder meer deel aan de onderhandelingen, die uitmondden in het Akkoord van Brioni. Zijn visie op de gebeurtenissen rond het einde van Joegoslavië heeft Drnovšek neergelegd in zijn in 1996 verschenen boek Moja resnica (Mijn waarheid).

## Sloveen
Hij was voorzitter van de politieke partij Liberalna Demokracija Slovenije (Liberale Democratie van Slovenië) tussen 1992 en 2002. In 1992 volgde hij de christendemocraat Lojze Peterle op als premier. Na tussentijds gewonnen verkiezingen bleef hij minister-president tot in 2000, toen zijn regering werd afgelost door het kabinet Andrej Bajuk. Deze verloor de kort daarop uitgeschreven verkiezingen, waarna Drnovšek terugkeerde als premier. Janez Drnovšek werd opgevolgd door diens partijgenoot Anton Rop in december 2002, omdat Janez Drnovšek tot president van de republiek gekozen werd en Milan Kučan opvolgde. Zijn mandaat eindigde op 22 december 2007, toen Danilo Türk hem opvolgde.

## Levenswijze
In december 2005 maakte Janez Drnovšek bekend, dat de componiste Nana Forte zijn buitenechtelijke dochter was. Hij had ook een zoon, Jaša.
In 1999 werd bij Drnovšek een nier verwijderd vanwege nierkanker. Hij leed sinds 2001 aan long- en leverkanker. Sinds eind 2004 zou hij hiervan genezen zijn, volgens eigen zeggen door het gebruik van alternatieve geneeswijzen. Janez Drnovšek was een veganist. Bij staatsiebanketten werd er daarom geen vlees geserveerd.
Kanker was echter toch de oorzaak van Drnovšeks overlijden, in de nacht van 22 op 23 februari 2008.

## Lijst van functies
- Kamer van Republieken en Provincies van Joegoslavië, Sloveens afgevaardigde (1986-1989)
- Presidium van Joegoslavië, lid (1989-1991)
- Presidium van Joegoslavië, president (15 mei 1989 – 15 mei 1990)
- Liberale Democratie van Slovenië, voorzitter (1992-2003)
- Minister-president van Slovenië (1992-2002)
- President van Slovenië (2003-2007)